# Seo Soo-jin
Đây là một tên người Triều Tiên, họ là Seo.
Seo Soo-jin (Hangul: 서수진, Hanja: 徐穗珍, tiếng Thái: ซอ ซู-จิน, Katakana: ソ・スジン, Hán-Việt: Từ Tuệ Trân, sinh ngày 9 tháng 3 năm 1998), thường được biết đến với nghệ danh Soojin, là một nữ ca sĩ, rapper và vũ công người Hàn Quốc. Cô là cựu thành viên nhóm nhạc nữ (G)I-dle trực thuộc Cube Entertainment. Sau khi rời nhóm vào năm 2021, cô ra mắt với tư cách nghệ sĩ solo vào năm 2023 với EP Agassy , phát hành vào ngày 8 tháng 11 năm 2023 dưới sự quản lý của BRD Entertainment.

## Tiểu sử
Soojin sinh ra ở Gyeonggi, Hàn Quốc. Cô theo học trường trung học Waw Middle School ở Hwaseong. Khi còn nhỏ, cô đã học nhảy jazz và taekwondo khi học tại trường Trung học Nghệ thuật Hàn Quốc. Cô quyết định ngay từ đầu rằng cô muốn theo đuổi sự nghiệp ca hát, nhưng cô cho biết cô đã mất 2 năm để thuyết phục cha đồng ý với quyết định của mình.

## Sự nghiệp

### Trước khi ra mắt
Soojin từng là thực tập sinh của DN Entertainment và ban đầu được cho là thành viên của nhóm nhạc nữ Hàn Quốc sắp ra mắt Vividiva dưới nghệ danh N.Na (앤나). Cô đã tham gia một số buổi biểu diễn và buổi chụp ảnh của nhóm,  nhưng sau đó rời khỏi nhóm vào năm 2015.
Sau đó vào năm 2016, nữ idol trở thành thực tập sinh tại Cube Entertainment. Trong năm 2017–2018, cô xuất hiện trong các video âm nhạc solo của thành viên Soyeon cho các bài hát "Jelly" và "Idle Song" với tư cách là một vũ công vô danh và đeo mặt nạ.

### 2018–2020: Ra mắt với(G)I-DLEvà hoạt động cá nhân
Năm 2018, cô được tiết lộ là thành viên của nhóm nhạc nữ (G)I-DLE, cô ra mắt cùng nhóm vào ngày 2 tháng 5 năm 2018. Nhóm đã phát hành mini album đầu tay, I Am cùng với bài hát chủ đề "Latata". (G)I-DLE đã biểu diễn sân khấu đầu tiên của họ trên M Countdown của Mnet.
Vào tháng 10 năm 2020, Glance TV giới thiệu chương trình thời trang mang tên Minnie Soojin's i'M THE TREND cùng với Soojin và Minnie. Bộ đôi sẽ có một trận chiến về tạo kiểu để giành lấy danh hiệu "Trung tâm xu hướng", là sự kết hợp giữa một người thiết lập xu hướng và một trung tâm thần tượng. Ngoài ra, bộ đôi sẽ tiết lộ bí quyết tạo dáng, nhiều trang phục khác nhau, mẹo mua sắm và video ảnh "Fashion Film". Chương trình được công chiếu vào ngày 14 tháng 10 thông qua Naver Style TV.
Vào ngày 22 tháng 10, theo Cube Entertainment, Soojin đã được kiểm tra và điều trị tại bệnh viện vì bị bong gân mắt cá chân mà cô ấy gặp phải trong quá trình luyện tập vũ đạo. Cô đến bệnh viện để khám và điều trị. Công ty cho biết: "Theo kết quả kiểm tra của nhân viên y tế, dây chằng mắt cá chân đã bị giãn ra, và theo ý kiến của nhân viên y tế là phải bó bột và băng bảo vệ cho đến khi hồi phục, chúng tôi sẽ sinh hoạt với sự di chuyển tối thiểu trong thời gian này. và không thể tham gia các lịch trình sắp tới của nhóm, bao gồm '2020 LIVE in DMZ' vào ngày 23 tháng 10 và '2020 K-Culture Festival' vào ngày 24 tháng 10.

### 2021: Rời nhóm do cáo buộc bạo lực học đường
Vào ngày 4 tháng 3 năm 2021, Cube Entertaiment thông báo rằng Soojin sẽ tạm dừng mọi hoạt động. Vào ngày 14 tháng 8, Cube Entertainment thông báo nữ idol đã chính thức rời khỏi (G)I-DLE. Nhóm sẽ tiếp tục hoạt động với 5 thành viên còn lại sau sự ra đi của Soojin.
Vào ngày 5 tháng 3 năm 2022, Cube Entertainment thông báo họ đã chính thức chấm dứt hợp đồng với Soojin sau khi cảnh sát điều tra kết luận rằng những người tố cáo không phạm tội phát tán thông tin sai lệch.
Vào ngày 8 tháng 9 năm 2022, đại diện pháp lý của Soojin thay mặt cô đưa ra tuyên bố rằng Soojin chưa bao giờ thực hiện bất kỳ hành vi bạo lực học đường nào và cô sẽ không tiến hành thêm bất kỳ hành động pháp lý nào.

### 2023–nay: Công ty mới và debut solo
Vào ngày 16 tháng 10 năm 2023, có thông báo rằng Soojin đã ký hợp đồng độc quyền với BRD và chuẩn bị ra mắt solo cùng tháng. Một video biểu diễn vũ đạo được phát hành vào ngày 25 tháng 10, mang tên Black Forest, hé lộ màn ra mắt solo sắp tới của cô. EP Agassy đầu tiên của cô được phát hành vào ngày 8 tháng 11 năm 2023.

## Danh sách đĩa nhạc

### Đĩa mở rộng
| Tựa đề          | Chi tiết                                                                                           | Thứ hạng cao nhất | Doanh số |
| Tựa đề          | Chi tiết                                                                                           | KOR               | Doanh số |
| --------------- | -------------------------------------------------------------------------------------------------- | ----------------- | -------- |
| Agassy (아가씨) | - Phát hành: 8 tháng 11 năm 2023 - Hãng đĩa: BRD - Định dạng: CD, tải xuống kỹ thuật số, streaming | TBA               | TBA      |

### Đĩa đơn
| Tựa đề            | Năm  | Thứ hạng cao nhất | Doanh số | Album  |
| Tựa đề            | Năm  | KOR               | Doanh số | Album  |
| ----------------- | ---- | ----------------- | -------- | ------ |
| "Agassy" (아가씨) | 2023 | TBA               | TBA      | Agassy |

## Danh sách phim

### Chương trình truyền hình
| Năm  | Tên                           | Kênh                      | Vai trò                       | Nguồn  |
| ---- | ----------------------------- | ------------------------- | ----------------------------- | ------ |
| 2020 | Minnie Soojin's i'M THE TREND | Glance TV, Naver Style TV | Thành viên cố định với Minnie | [ 14 ] |